# 303 Josephina
303 Josephina је астероид главног астероидног појаса са пречником од приближно 99,29 km.
Афел астероида је на удаљености од 3,335 астрономских јединица (АЈ) од Сунца, а перихел на 2,920 АЈ.
Ексцентрицитет орбите износи 0,066, инклинација (нагиб) орбите у односу на раван еклиптике 6,881 степени, а орбитални период износи 2020,739 дана (5,532 година).
Апсолутна магнитуда астероида је 8,70 а геометријски албедо 0,059.
Астероид је откривен 12. фебруара 1891. године.